# IPlanet
Die Softwareproduktlinie iPlanet entstand im Rahmen einer Kooperation von Sun Microsystems und Netscape Communications Corporation. Die weiterentwickelten Webserver und der LDAP-Server gehören bzw. gehörten zu den führenden Produkten im Markt. Nach der Übernahme von Sun verwendet Oracle den Namen für einige Produkte aus der Softwareproduktlinie.

## Geschichte
Netscape Communications wurde in den 1990ern vor allem durch den damals sehr verbreiteten Browser Netscape Communicator bekannt. Daneben entwickelte es Server-Produkte wie zum Beispiel den Webserver Netscape Enterprise Server und den LDAP-Server Netscape Directory Server. Sun Microsystems hingegen machte sich einen Namen durch Hardware mit dem Unix-basierten Betriebssystem Solaris (Betriebssystem). Im Rahmen der Kooperation von 1999 bis 2002 wurden Softwareproduktlinien der beiden Firmen zusammengeführt und gemeinsam weiterentwickelt. Durch Übernahme der 1996 gegründeten iPlanet inc. hatte Sun die Namensrechte an der Produktlinie.

## Weitere Entwicklung
Nach Beendigung der Kooperation besaßen beide Firmen die Rechte am Softwarecode. Sun entwickelte die Produkte weiter unter den Produktlinie Sun ONE bzw. später SUN Java Systems. Mit der Übernahme von Sun zu Oracle im Jahr 2010 gingen Produkte in das Softwareportfolio von Oracle über. Oracle benutzt den Namen iPlanet weiter und benannte den Webserver in iPlanet Webserver um. Da Oracle eigene Produkte in dem Marktsegment besitzt, werden die Produkte mittelfristig in Softwareproduktlinien von Oracle integriert oder vom Markt verschwinden. AOL hingegen, die Netscape Communications Corporation 1998 übernommen hatten, verkauften Rechte an Red Hat weiter, das den LDAP-Server und den Zertifikatsserver in seine eigene Produktlinie aufnahm und weiterentwickelte.

## Produkte
Die iPlanet Softwaresuite von Netscape und Sun umfasste unter anderem:
- iPlanet Webserver (Weiterentwicklung des Netscape Enterprise Servers, heute Oracle iPlanet Web Server)
- iPlanet Directory Server (Weiterentwicklung des Netscape Directory Servers, heute Oracle Enterprise Directory Server bzw. Red Hat Directory Server)
- iPlanet Web Proxy Server
- iPlanet Calendar Server (aus Lizenzgründen keine Weiterentwicklung des Netscape Calendar Servers, sondern des Sun Produktes)
- iPlanet Messaging Server (für E-Mail)